# Verdienstmedaille für Rettung aus Gefahr (Hannover)
Die Verdienstmedaille für Rettung aus Gefahr wurde am 8. August 1845 von König Ernst August I. von Hannover gestiftet und konnte allen Personen verliehen werden, die unter eigener Lebensgefahr einen anderen Menschen gerettet hatten.
Die Medaille ist aus Silber und auf der Vorderseite ist das Bildnis des jeweils regierenden Königs von Hannover sowie umlaufend sein Name (bspw. ERNST AUGUST KOENIG VON HANNOVER) zu sehen. Die Rückseite zeigt einen Eichenkranz in dessen Mitte die Worte FÜR RETTUNG AUS GEFAHR stehen.
Das Ordensband ist orange mit hellblauen Bordstreifen und die Auszeichnung wurde auf der linken Brust getragen.